# Есенколь (озеро)
Есенколь (каз. Есенкөл) — озеро в Фёдоровском районе Костанайской области Казахстана. Находится в 16 км к юго-востоку от посёлка Костычевка.
По данным топографической съёмки 1944 года, площадь поверхности озера составляет 1,14 км². Наибольшая длина озера — 2,1 км, наибольшая ширина — 0,9 км. Длина береговой линии составляет 5,1 км, развитие береговой линии — 1,33. Озеро расположено на высоте 204,9 м над уровнем моря.